# 웨이워드 파인즈
《웨이워드 파인즈》(영어: Wayward Pines)는 2015년 5월 14일부터 2016년 7월 27일까지 FOX에서 방영된 드라마이다.